# Aruba Dushi Tera
Aruba Dushi Tera (del papiamento: Aruba, dulce tierra) es el himno nacional de Aruba. Fue escrito por Juan Chabaya Lampe y compuesto por Rufo Wever. Es aceptado como el himno desde el 18 de marzo de 1976. Está escrito en papiamento, la lengua nacional y más hablada de Aruba.

## Letra en papiamento
Aruba patria aprecia 

nos cuna venera

Chikito y simpel bo por ta

pero si respeta.
estrofa:

O, Aruba, dushi tera

nos baranca tan stima

Nos amor p’abo t’asina grandi

¡cu n’tin nada pa kibr'e!
¡cu'n tin nada pa kibr'e!
Bo playanan tan admira

cu palma tur dorna

Bo escudo y bandera ta

orguyo di nos tur!
Coro
Grandeza di bo pueblo ta

su gran cordialidad

Cu Dios por guia y conserva

su amor pa libertad!
Coro

## Letra en español
Coro

Aruba patria apreciada

nuestra cuna venerada

puedes ser pequeña y simple

pero si respetada. 
Estrofas

¡Oh Aruba, dulce tierra

nuestra roca tan querida

nuestro amor para ti es tan grande

que nada puede destruirlo. (repetición)
Tus playas tan admiradas

con palmeras todas adornadas

tu escudo y bandera son

El  orgullo de todos nosotros! 
La grandeza de tu pueblo es

su gran cordialidad

Que Dios pueda guiar y conservar

su amor por la libertad!